# Osul hioid

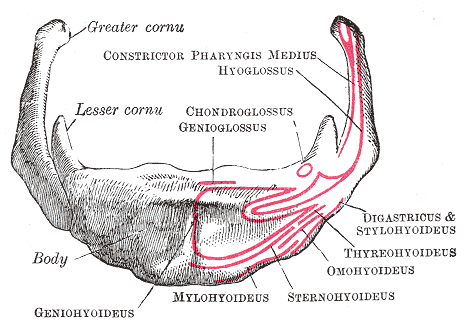
Osul hioid

Osul hioid (denumit și osul lingual) este un os în formă de potcoavă de cal situat în linia median anterioară a gâtului între bărbie și glanda tiroidă. În repaus, acesta se așază la nivelul bazei mandibulei în față, și la nivelul cea de a 3-a vertebre cervicale (C3), în spate.
Spre deosebire de toate celelalte oase, osul hioid este distant articulat de altele prin mușchi sau ligamente. El este ancorat de mușchi din partea anterioară, posterioară și inferioară, ajutând la mișcarea limbii și la înghițire. El furnizează suport pentru mușchii podelei gurii de sus, a laringelui de jos și a epiglotei și a faringelui în spate.
Numele său este derivat din cuvântul grecesc hyoeides care înseamnă „de forma literei upsilon” (υ).

## Segmente
Osul hioid constă într-o parte centrală, sau corpul central, și din două perechi de coarne, cea mare și cea mică.
- Corpul central
- Cornul mare (2)
- Cornul mic (2)

## Embriologie
Cel de-al doilea arc branhial dă naștere cornului mai mic și părții superioare a corpului central. Cartilajul celei de-al treilea arc branhial formează cornul mare și partea inferioară a corpului central.

## Osificație
Osul hioid este osificat din 6 centre: 2 din corpul central, și unul din fiecare corn. Osificația în cornul mare apare înspre sfârșitul vieții fetale, iar în organism scurt după aceea, iar în cornul mai mic, în primul sau al doilea an de viață. Până la sfârșitul adolescenței legătura dintre corpul central și cornul mai mare este fibroasă.

## Mușchi alăturați
Următorii mușchi sunt atașați osului hioid:
| Superior - Mușchiul constrictor mijlociu faringeal - Mușchiul hioglos - Mușchiul digastric - Mușchiul stilohioid - Mușchiul geniohioid - Mușchiul milohioid | Inferior - Mușchiul tirohioid - Mușchiul omohioid - Mușchiul sternohioid |

## Funcție
Osul hioid este prezent la multe mamifere. El permite o varietate mai mare de mișcări a limbii, faringelui sau a laringelui prin legarea fiecăruia una de cealaltă. Așezarea sa inferioară nu e unică la Homo sapiens, și nu permite scoaterea unui număr mai mare de sunete: cu un laringe mai coborât, bărbații nu produc o gamă mai largă de sunete decât femeile sau copiii de doi ani. Mai mult, poziția laringelui la Neanderthal nu era un handicap pentru producerea de sunete. Odată cu descoperirea unui os hioid aparținând unui bărbat Neanderthal în Peștera Kebara în Israel s-a confirmat faptul că laringele lor era coborât, astfel având capabilitățile necesare de a vorbi. Totuși, alți oameni de știință pretind că morfologia osului hioid nu este un indicator în poziția laringelui. Este necesar să fie luate în considerație baza craniului, mandibula, vertebrele cervicale și un plan de referință craniană.

## Fracturi și anatomie aplicată
Din cauza poziției sale, osul hioid nu este predispus la fracturi. Într-un caz de crimă, un os hioid fracturat indică sugrumarea sau ștrangularea. Totuși, acest lucru nu este valabil la copii și adolescenți, deoarece atunci osul hioid este încă flexibil, aflându-se în stadiul osificării.

## La alte animale
Osul hioid este derivat de la jumătatea inferioară a arcului branhial la pești, care separă prima fantă branhială de la spiraclă, fiind des numit ca arcul hioid. La multe animale, el incorporează elemente ale altor arcuri branhiale, astfel ajungând să aibă mai multe coarne. Amfibienii și reptilele pot avea multe coarne, pe când mamiferele (totodată și oamenii) au numai două perechi, iar păsările numai una. La păsări, totuși, și la unele reptile, corpul central al osului hioid este prelungit în față, creând un suport osos puternic pentru limbă. Maimuța urlătoare Alouatta are un os hioid pneumatizat, unul din puținele cazuri de pneumatizație postcraniană a oaselor din afara genului Saurischia.

## Imagini suplimentare

Poziția osului hioid (trecută cu roșu).
Forma osului hioid.
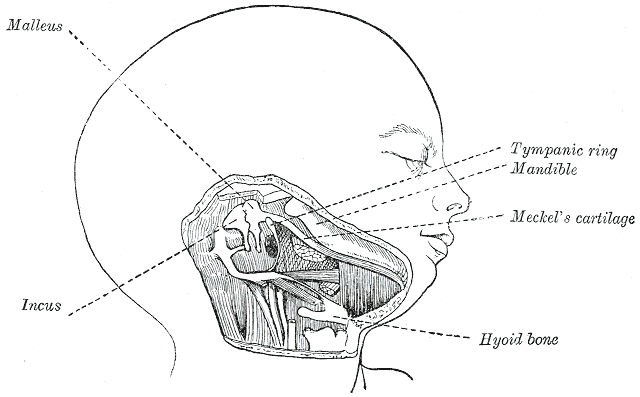
Capul și gâtul unui embrion uman de optsprezece săptămâni, expus cu cartilajul lui Meckel și osul hioid.
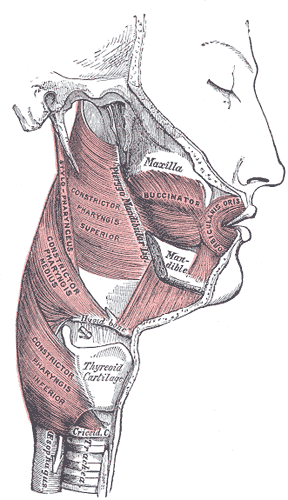
Mușchii faringelui și a obrazului.
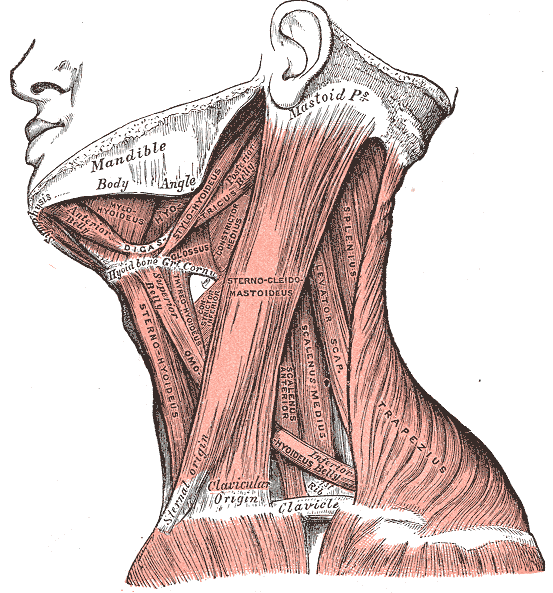
Mușchii gâtului.  Vedere laterală.
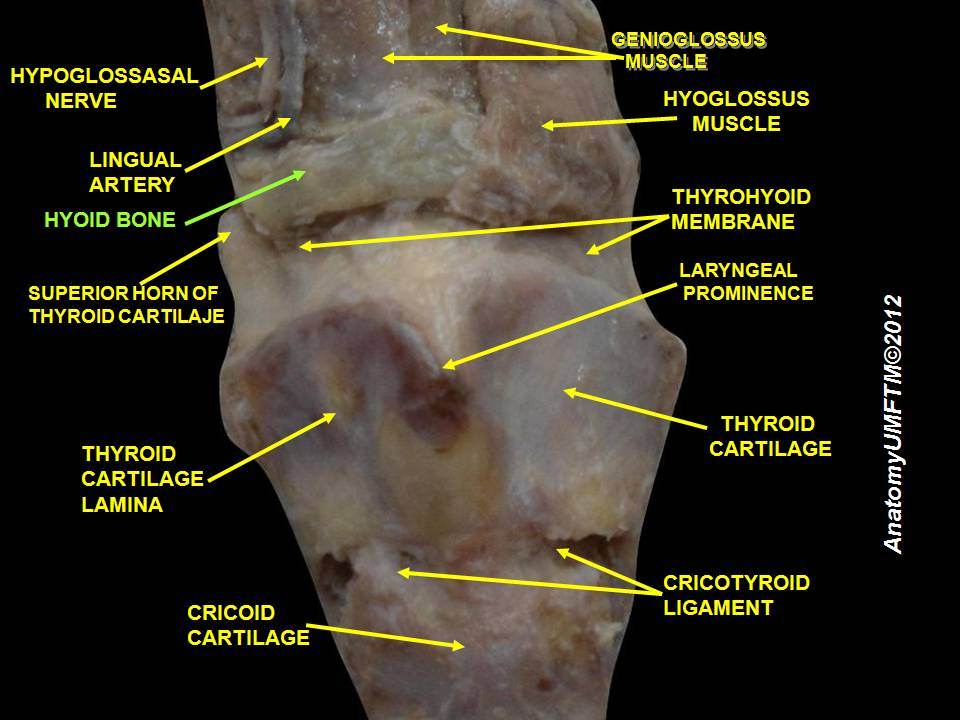
Osul hioid.
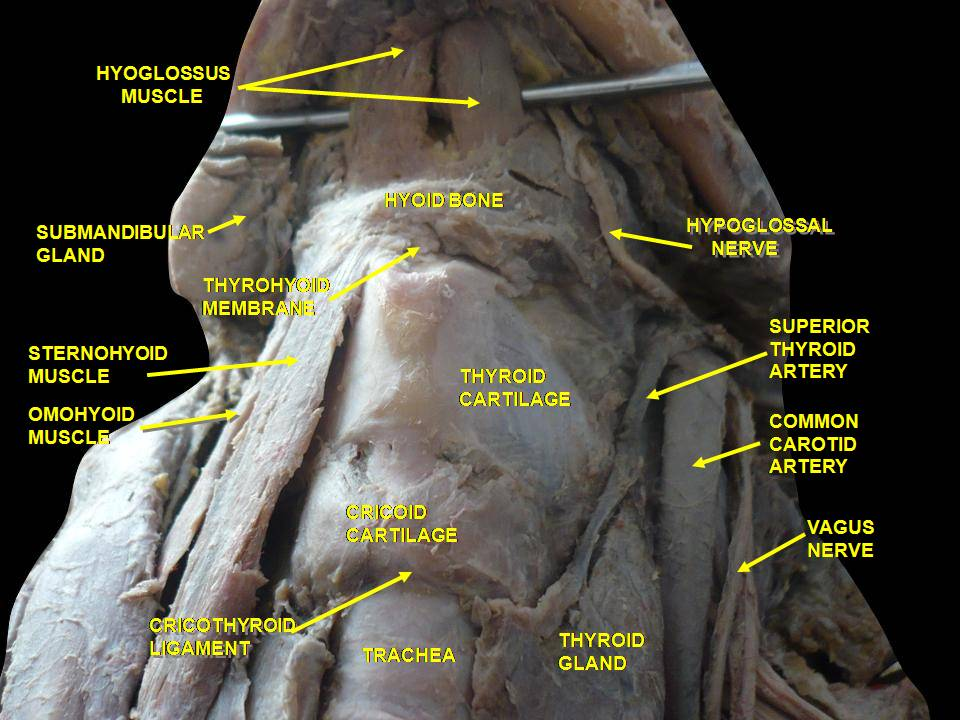
Mușchii, nervii și arterele gâtului.Disecție profundă. Vedere anterioară.